# Buziet
Buziet ist eine französische Gemeinde mit 477 Einwohnern (Stand 1. Januar 2022) im Département Pyrénées-Atlantiques in der Region Nouvelle-Aquitaine (vor 2016: Aquitanien). Sie gehört zum Arrondissement Oloron-Sainte-Marie und zum Kanton Oloron-Sainte-Marie-2 (bis 2015: Kanton Oloron-Sainte-Marie-Est).
Die Einwohner werden Buziétois und Buziétoises genannt. Der Name der Gemeinde geht auf den Namen der Nachbargemeinde Buzy zurück. Zusammen mit dem französischen Diminutiv „-et“ bedeutet er somit „kleines Buzy“.

## Geographie
Buziet liegt ca. 15 km südöstlich von Oloron-Sainte-Marie am Fuß der Pyrenäen in der historischen Provinz Béarn.
Umgeben wird der Ort von den Nachbargemeinden:
| Ogeu-les-Bains      | Lasseubetat                                 | Gan  |
| Oloron-Sainte-Marie | Kompassrose, die auf Nachbargemeinden zeigt | Buzy |
|                     | Arudy                                       |      |

Buziet liegt im Einzugsgebiet des Flusses Adour. Der Gave d’Ossau markiert die südliche Grenze des Gemeindegebiets.
Einer seiner Zuflüsse, der Escou, auch Ruisseau le Poun-Débat genannt, strömt durch Buziet, ebenso wie der Ruisseau Moulias, auch Ruisseau le Bournasse genannt, mit seinen Zuflüssen
- Ruisseau de Cambagne,
- Le Courtiès,
- Ruisseau des Trébès und
- Ruisseau Lapeyre.[3]

## Geschichte
Das Gemeindegebiet wurde wahrscheinlich bereits während der gallorömischen Zeit besiedelt, wie die Reste eines befestigten Lagers und einer römischen Mühle andeuten.
Der Ort wurde 1243 erstmals erwähnt. In der Volkszählung des Béarn von 1385 wurden in Busieg 24 Haushalte gezählt und vermerkt, dass die Gemeinde in der Bailliage von Oloron liegt. Weitere Toponyme und Erwähnungen waren in der Folge Vusiet (1440, Notare von Oloron) und Busiet (1544, Reform des Béarn). Auf der Karte von Cassini 1750 ist Buziet mit der heutigen Namensgebung eingetragen.
Im Mittelalter unterstand die Gemeinde der Grundherrschaft von Rébénacq und Bescat, die 1652 in ein Baronat erhoben wurde, was dem Grundherrn von Buziet den Zutritt zur Ständeversammlung des Béarn erlaubte. Die Nachbargemeinde Lasseubetat wurde im 15. Jahrhundert auf dem damaligen Gemeindegebiet von Buziet gegründet, was Konfliktstoff für Grenzstreitigkeiten in der Folge lieferte.
1816 wurde die Kirche von der Artillerie von Bayonne zerstört, nachdem Deserteure der französischen Armee in der Kirche Zuflucht gesucht hatten. Am 17. Juli 1944 wurden acht spanische Widerstandskämpfer und zwei Zivilisten von Einheiten der deutschen Wehrmacht getötet.

### Einwohnerentwicklung
Nach einem Höchststand von fast 700 Einwohnern in der Mitte des 19. Jahrhunderts ist die Zahl bei kurzen Phasen von Stabilisierungen in den 1880er Jahren und in den 1920er Jahren bis zu den 1960er Jahren auf wenig über 300 Einwohner zurückgegangen. Seitdem ist sie bis heute um rund zwei Drittel wieder gestiegen.
| Jahr      | 1962 | 1968 | 1975 | 1982 | 1990 | 1999 | 2006 | 2009 | 2022 |
| --------- | ---- | ---- | ---- | ---- | ---- | ---- | ---- | ---- | ---- |
| Einwohner | 343  | 308  | 313  | 340  | 369  | 371  | 417  | 434  | 477  |

## Sehenswürdigkeiten
- Kirche, gewidmet Justinus von Bigorre, der in der zweiten Hälfte des  4. Jahrhunderts die Bevölkerung in der historischen Provinz Bigorre christianisierte.[10] Die erste Kirche an dieser Stelle wurde am 21. Juni 1734 von Bischof Joseph de Révol aus Oloron eingeweiht. 1816 hatten Deserteure der französischen Armee in der Kirche Zuflucht gesucht, bevor das Gebäude von der Artillerie von Bayonne zerstört wurde. Kurz danach begannen die Arbeiten am Wiederaufbau. Der heutige Bauwerk besteht neben dem Langhaus, das mit einer flachen Apsis abgeschlossen ist, einer Seitenkapelle, einem Vorbau über dem Eingang und einem Glockenturm mit zwei Kirchenglocken. Die größere Glocke stammt aus dem Jahre 1791, die kleinere aus dem Jahr 1919. Im Innern ist vor der Apsis der Hauptaltar mit einem Altaraufsatz und einem Tabernakel im barocken Stil zu beachten. Die Seitenkapelle ist Rochus von Montpellier gewidmet. Der Aufsatz dieses Altars ist auf zwei Ebenen aus vergoldetem Holz und als Imitation von Marmor bemalt und mit Säulen versehen, die mit Weinranken und mit Laub verzierten Voluten ausgestaltet sind. In der Mitte des Aufsatzes wird der Schutzpatron in einem Gemälde des Malers Ribère d’Oloron aus dem Jahr 1758 dargestellt. Es wird eingerahmt von Statuen des heiligen Rochus, des heiligen Leo dem Großen und des heiligen Josef. Der Altar aus bemaltem und vergoldetem Holz komplettiert die Komposition aus dem 18. Jahrhundert. Das steinerne Taufbecken stammt aus der ehemaligen Kirche in einem befestigten Lager außerhalb des Ortskerns, von deren Existenz heute nur noch eine Ruine bezeugt. Die Glasfenster sind Werke eines Glasmalers aus Bordeaux aus den Jahren 1891–1892.[11][4]

- Grab und Denkmal der spanischen Widerstandskämpfer. Sie waren republikanische Antifaschisten, die ab 1936 nach dem Spanischen Bürgerkrieg aus Spanien über die Grenze nach Frankreich geflohen waren. Ab 1941 unternahmen sie zusammen mit französischen Résistancekämpfern Operationen gegen die deutsche Besetzung Frankreichs im Zweiten Weltkrieg. Das Haus Anglade in Buziet diente als Versammlungsort und Krankenstation. Am 17. Juli 1944 wurde das Versteck enttarnt und acht spanische Widerstandskämpfer und zwei Zivilisten (zwei Frauen, darunter die Besitzerin des Hauses) verloren ihr Leben beim Angriff deutscher Soldaten. Der Bildhauer Louis Léra gestaltete auf Initiative der Gemeinde ein Denkmal zu Ehren und Gedenken der Gefallenen, deren Gräber sich auf dem kommunalen Friedhof befinden. Jedes Jahr findet eine Gedenkveranstaltung am Denkmal statt, das am 10. Oktober 1999 enthüllt wurde.[12][4]

## Wirtschaft und Infrastruktur

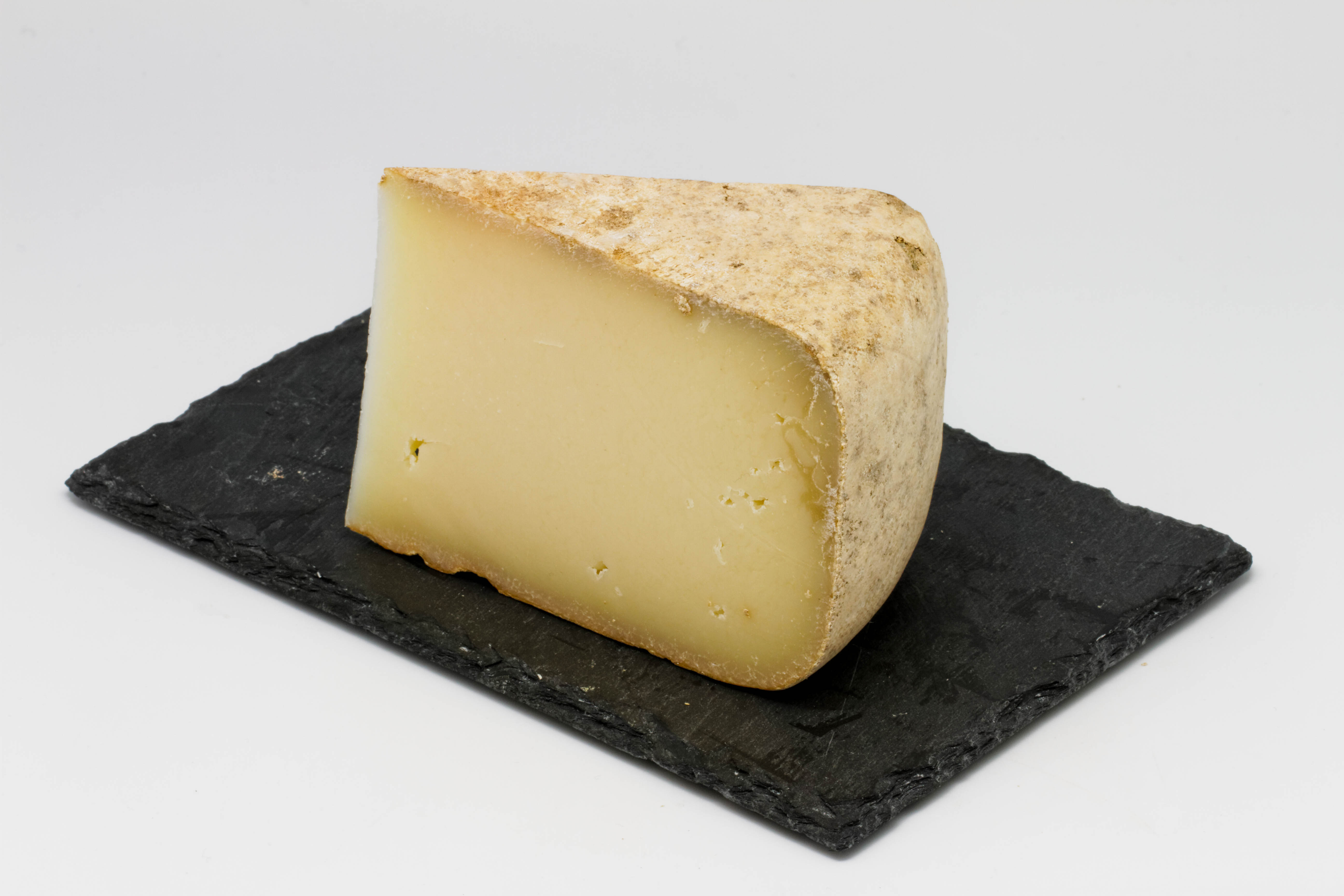
Ossau-Iraty

Landwirtschaft und ein sich entwickelnder Tourismus sind die wichtigsten Wirtschaftsfaktoren der Gemeinde. Buziet liegt in der Zone AOC des Ossau-Iraty, ein traditionell hergestellter Schnittkäse aus Schafmilch.

### Bildung
Buziet verfügt über eine öffentliche Grundschule mit 44 Schülerinnen und Schülern im Schuljahr 2016/2017.

### Sport
Der Fernwanderweg GR 78 von Carcassonne nach Saint-Jean-Pied-de-Port führt durch die Gemeinde. Er folgt einem Nebenweg des Jakobswegs nach Santiago de Compostela.

### Verkehr
Buziet wird durchquert von den Routes départementales 34 und 920 (ehemalige Route nationale 618b) und der Route nationale 134.
Die Linie 63 des TER Aquitaine, einer Regionalbahn der staatlichen SNCF, bedient die Strecke von Pau nach Bedous über Oloron-Sainte-Marie. Der Schienenweg durchquert das Gemeindegebiet ohne einen Haltepunkt.